# マコ (航空機)
マコ
1999年6月パリ航空ショーで展示されたモックアップ。
- 用途：軽戦闘機・練習機
- 分類：試作機
- 製造者：EADS
- 運用状況：開発中止

マコ（Mako）は、EADSが開発を行った軽戦闘機・練習機。機体は完成することなく、開発計画は中止されたと考えられている。練習機型は、高出力高等練習機（High Energy Advanced Trainer）の頭字語に由来するHEATと併せてマコ HEAT（Mako HEAT）とも呼ばれる。マコはマオリ語に由来し、サメを意味する。

## 開発
1994年 より、ダイムラー・エアロスペースでは、練習機開発計画AT-2000を進行させていた。AT-2000は、1997年にコンセプト設計を完了した。
当時の計画では、エンジンはユーロジェット EJ200単発、パートナーとして南アフリカのデネル・エアロスペース・システムズ、大韓民国の現代宇宙航空が検討されていた。1998年には、マコ計画としてソウルで現代宇宙航空との共同開発計画に調印、2003年に試作機を完成させ2005年より生産に入る計画が公表された。1999年11月には、ドバイ・エアショーにてアラブ首長国連邦とのパートナーシップを結び、開発が進行した。
2000年、ダイムラークライスラー・エアロスペースがEADSとして合併された後も開発は継続された。高価につくことが予想された次世代機（F-22、ラファール、ユーロファイター タイフーン）と旧式化する現用機に対して、廉価で技術的な世代ギャップをカバーできる軽戦闘機兼練習機は、2025年までに2,500機の需要が存在するとEADSは見込んでいた。2001年6月、パリ航空ショーにて了解覚書を作成、11月にはアラブ首長国連邦からの財政支援も行われることになった。
しかし2002年には、アラブ首長国連邦との了解覚書更新を得られず、ローンチ・カスタマーを失うこととなった。開発は続行され、12月にはゼネラル・エレクトリックとの間にゼネラル・エレクトリック F414の搭載へ向けて協議が行われていることが公表された。2003年には、軽戦闘機型の「LCA」（Light Combat Aircraft）に対して練習機型に「HEAT」の表記が用いられるようになった。
だが、開発は順調には進まずEADSからのプレスリリースは2005年のものが最後となった。先進ヨーロッパジェット操縦士訓練計画（AJEPT：Advanced European Jet Pilot Training）の候補に位置づけられたものの、機体構造の問題を指摘され脱落し、成約が得られない状況が続いた。その後も2007年の段階では、EADSの擁する高等練習機として考えられていた。2009年2月25日、アラブ首長国連邦はM-346の採用を発表、同年には開発が断念されたとみなされるようになった。

## 計画のパートナー
2001年6月、パリ航空ショーにおいて以下の企業がマコの開発をサポートするためにEADSとUAEとの間で覚書を締結した。
- ロックウェル・コリンズ - ディスプレイとコントロール、ナビゲーション、通信、フライトビジョン用ディスプレイとコントロール
- APPHプレシジョンハイドラリクス - 着陸装置と油圧システム
- BAEシステムズコントロール - 飛行制御コンピュータ、飛行制御システムの作動およびユーティリティ制御システム
- BGT/ディール - 飛行制御コンピュータ、ミッションコンピュータや兵器システムや自己防御システム
- フェアリーハイドラリクス - 飛行制御システムの作動
- スネクマ - M88-2エンジン
- メシエダウティ - 着陸装置
- イスパノ・スイザ - ギアボックス
- マイクロターボ - APU/始動システム

## 設計
機体はステルス性に配慮しており、前方部にはチャインとなり、主翼はブレンデッドウィングボディ、インテークには非直角のものが採用された。これにより、44km先から1m2程度のステルス性を確保した。機体素材はアルミニウムであるが可動式の尾翼とエアインテークはカーボンファイバー製とされた。着陸装置はサーブグリペン類似した構造となっており、引き込み式で単輪のものが3基装備されている。
飛行制御はX-31に由来する4重に冗長性を持たせたデジタル・フライ・バイ・ワイヤを採用。レーダーは、ブルーホーク、RD-400、AN/APG-67が想定された。アビオニクスシステムは将来のアップグレードのためモジュラー化された。そのほかプローブによる空中給油に対応していた。
搭乗者は1名または2名。ユーロファイター・タイフーンのものに類似したレイアウトや機器を備えるグラスコックピットには3基の多機能ディスプレイを備え、HOTASを備えていた。またヘルメットにヘッドマウントディスプレイを搭載、これにより仮想訓練にも対応した。射出座席は、前席をマーチンベーカー・エアクラフト、後席をグッドリッチが担当した。キャノピーは1999年のモックアップでは右に開く構造となっていたが、後に高視認性を確保するためフロントガラスがワンピース化されて（アビオニクスシステムのメンテナンスのため）前方にヒンジを設け、スライド式でに開くよう変更された。
エンジンは、当初のEJ200に加え、スネクマ M88、ゼネラル・エレクトリック F404、ゼネラル・エレクトリック F414が想定され、2002年7月にM88が脱落し 最終的に同年12月にF414の採用が決定された。このエンジンは2重のFADECを持ち、デュアル点火器と圧縮機内の可変ジオメトリステータ用の冗長アクチュエータを備える。GEはエンジンの製造をフィアット アヴィオ、ITP、MTUと共同で実施することを期待し、組み立てラインはボルボにおかれることが目指されていた。
ハードポイントは7箇所、両翼端に空対空ミサイル専用のハードポイントを設け、両翼に2基ずつ、胴体に1基が存在した。加えて固定装備としてマウザー BK-27機関砲が搭載可能となっていた。

## 要目
出典: 
諸元
- 乗員: 2
- ペイロード: 4,500kg
- 全長: 13.75m
- 全高: 4.5m
- 翼幅: 8.25m
- 翼面積: 26.7m2
- 空虚重量: 5,800kg
- 最大離陸重量: 13,000kg
- 動力: ゼネラル・エレクトリック F414M ターボファン、75kN   × 1

性能
- 最大速度: マッハ1.5
- フェリー飛行時航続距離: 3,700km
- 実用上昇限度: 14,400m
- 離陸滑走距離: 450 m
- 着陸滑走距離: 750 m

武装
- 固定武装: 27mm機関砲（マウザー BK-27：オプション）
- ミサイル: AIM-9L、IRIS-T、ASRAAM、AIM-120、FMRAAM、MICA、AGM-65、KEPD 350
- 爆弾: Mk 82

## 注
1. ↑  ただし現代宇宙航空は、1999年10月1日に韓国航空宇宙産業として再編された[6]。同社は、同じく合併元である三星航空産業のKTX-2（後のT-50）を開発した。